# Scolia carbonaria
Scolia carbonaria is een vliesvleugelig insect uit de familie van de Scoliidae. De wetenschappelijke naam van de soort is voor het eerst geldig gepubliceerd in 1767 door Linneus.